# Las Mulitas
Las Mulitas é uma junta de governo da província de Entre Ríos, na Argentina.